# Эльбарусовское сельское поселение
Эльбару́совское се́льское поселе́ние (чув. Хуракасси ял тӑрӑхӗ) — муниципальное образование в Мариинско-Посадском районе Чувашской Республики Российской Федерации.
Административный центр — деревня Эльбарусово.

## История
Статус и границы сельского поселения установлены Законом Чувашской Республики от 24 ноября 2004 года № 37 «Об установлении границ муниципальных образований Чувашской Республики и наделении их статусом городского, сельского поселения, муниципального района и городского округа»

## Население
| 2010  | 2012  | 2013  | 2014  | 2015  | 2016  | 2017  |
| ----- | ----- | ----- | ----- | ----- | ----- | ----- |
| 1759  | ↗1768 | ↘1744 | ↗1751 | ↘1706 | ↘1667 | ↘1607 |
| 2018  | 2019  | 2020  | 2021  |       |       |       |
| ↘1554 | ↘1513 | ↘1496 | ↘1432 |       |       |       |

## Состав сельского поселения
| № | Населённый пункт | Тип населённого пункта          | Население |
| - | ---------------- | ------------------------------- | --------- |
| 1 | Вурманкасы       | деревня                         | ↗320      |
| 2 | Ильменькасы      | деревня                         | ↗68       |
| 3 | Первые Синьялы   | деревня                         | ↗123      |
| 4 | Средние Бокаши   | деревня                         | ↗150      |
| 5 | Тогаево          | село                            | ↗293      |
| 6 | Ускасы           | деревня                         | ↗168      |
| 7 | Эльбарусово      | деревня, административный центр | ↗860      |

## Герб и флаг сельского поселения
8 августа 2008 года утверждены свои герб и флаг: описание, положение. Официально внесены в Государственный геральдический Регистр Российской Федерации за № 4334 и 4335. Автор герба и флага — В. А. Шипунов.

### Геральдическое описание герба муниципального образования
«В червлёном поле с пламевидной зелёной главой серебряный ангел, простёрший руки в стороны. В вольной части — законодательно установленная символика Чувашской Республики».

### Описание флага муниципального образования
«Прямоугольное полотнище красного цвета с отношением ширины к длине 2:3 с вертикальной полосой зеленого цвета вдоль древка, переходящей в красную полосу пламевидно (ширина зеленой полосы без учета пламевидного перехода 1/5 длины полотнища); в центре красной части полотнища — стоящий прямо ангел белого цвета, простёрший руки в стороны».